# خورخيه كافرون

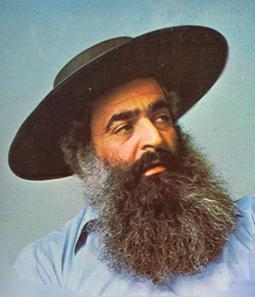
خورخيه

كان خورخيه أنطونيو كافرون (بريكو ديل كارمن، خوخوي، 8 أغسطس 1937 - بوينس آيرس، 1 فبراير 1978)  واحدًا من أشهر مطربي الفولكلور الأرجنتيني في عصره، فضلاً عن كونه باحثًا ومترجمًا وناشرًا ثابتًا للثقافة المحلية.

## سيرة شخصية

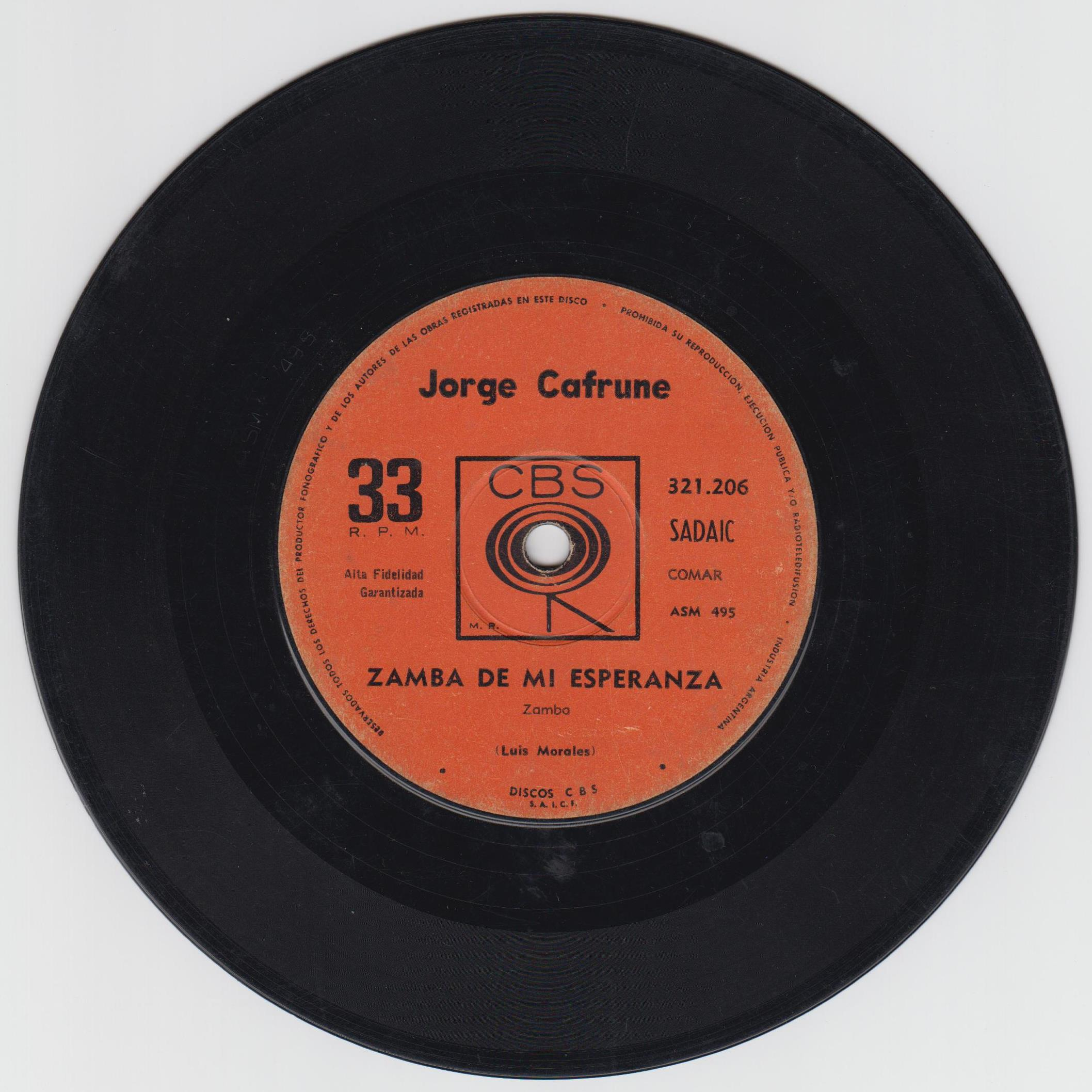
Zamba de mi esperanza ، الصادر عن CBS Records International.

ولد خورخيه كافرون في استانسيا «لا ماتيلد» من شركة Sunchal ، بيريكو ديل كارمن، خوخوي في عائلة سورية – لبنانية الأصل. أكمل دراسته الثانوية في San Salvador de Jujuy ، حيث أخذ دروس الغيتار مع نيكولاس لامادريد.
في عام 1957 سجل أول ألبوم له مع فرقة Las voces de Huayra التي غيرت اسمها في عام 1960 إلى Los cantores del Alba ، مع أرييل راميريز كمدير. ابتداء من عام 1962، بدأ كافرون في الأداء في مهرجان كوسكوين الفولكلوري. في عام 1966 في إحدى زياراته للقرى الصغيرة، التقى بمغني فولكلوري شاب يدعى خوسيه لارالدي.
في عام 1967 عرضت الرحلة "De caballo por mi patria" تكريما لشاتشو بينالوزا. خلال هذه الرحلة سافر Cafrune عن الأرجنتين كما كان العديد من gauchos ، مع فنه ورسالة في مختلف أنحاء البلاد.
في عام 1977، بعد عدة سنوات قضاها في إسبانيا، عاد إلى الأرجنتين التي كانت يحكمها في ذلك الوقت الديكتاتورية العسكرية لخورخي رافائيل فيديلا. رأت الحكومة خطرًا في موسيقى كافرون الصريحة، ولا سيما أغنيته المثيرة للجدل سياسيًا زامبا دي مي إسبيرانزا . حول إصراره، قال كافرون: «على الرغم من أنها ليست من الاغاني المصرح بها، إذا طلبها أحد من الشعب مني، فسوف أغنيها». بعد هذا التصريح بعدة أيام دهسته شاحنة يقودها رجلان يبلغان من العمر تسعة عشر عامًا أثناء ركوبهما حصان على طريق رئيسي في الساعة 1 صباحًا، مات كافرون بعد اثنتي عشرة ساعة.

## ديسكغرفي
| عنوان                                                                         | عام  | شركة     |
| ----------------------------------------------------------------------------- | ---- | -------- |
| لاس فوسيس دي هوايرا                                                           | 1957 | كولومبيا |
| التراث الشعبي                                                                 | 1962 | H. y R.  |
| توب بويستيرو                                                                  | 1962 | H. y R.  |
| كافرون                                                                        | 1962 | H. y R.  |
| خورخي كافرون                                                                  | 1962 | H. y R.  |
| Emoción، Canto y Guitarra                                                     | 1964 | سي بي اس |
| Cuando llegue el alba                                                         | 1964 | سي بي اس |
| كيو سيز فوس                                                                   | 1964 | سي بي اس |
| Ando cantándole al viento y no sólo por cantar                                | 1965 | سي بي اس |
| عبدالمجيد محمد عبدالله الحربي - 8599                                          | 1965 | سي بي اس |
| لا إندبيندينسيا                                                               | 1966 | سي بي اس |
| يو ديغو لو كيو سينتو                                                          | 1966 | سي بي اس |
| خورخي كافرون                                                                  | 1967 | سي بي اس |
| أنت تتطلع إلى كانتار فينتو                                                    | 1968 | سي بي اس |
| إستي ديستينو كانتور                                                           | 1969 | سي بي اس |
| زامبا بور فو                                                                  | 1969 | سي بي اس |
| خورخي كافرون يفسر خوسيه بيدروني                                               | 1970 | سي بي اس |
| Lindo haberlo vivido para poderlo contar                                      | 1971 | سي بي اس |
| لابرادور ديل كانتو                                                            | 1971 | سي بي اس |
| يو لو كانتو آل باراغواي                                                       | 1971 | سي بي اس |
| فيرجن إنديا (كون ماريتو)                                                      | 1972 | سي بي اس |
| Aquí me pongo a contar… Cosas del Martín Fierro                               | 1972 | سي بي اس |
| دي مي مادري (كون ماريتو)                                                      | 1972 | سي بي اس |
| دي ليجاناس تييراس. Jorge Cafrune le canta a Eduardo Falú y Atahualpa Yupanqui | 1972 | سي بي اس |
| سيمبر سي فويلف                                                                | 1975 | سي بي اس |
| خورخي كافرون أونو                                                             | 1976 | سي بي اس |

## التجميعات
| عنوان                                  | عام | شركة |
| -------------------------------------- | --- | ---- |
| خورخي كافرون 20 Grandes Canciones      |     |      |
| Mis 30 mejores canciones (2 قرص مضغوط) |     | سوني |

## فيلموغرافيا
| عنوان                        | عام  | إخراج                          |
| ---------------------------- | ---- | ------------------------------ |
| Cosquín ، amor y folklore    | 1965 | ديلفور ماريا بيكاجليا          |
| يا تيني comisario el pueblo  | 1965 | إنريكي كاريراس                 |
| El cantor enamorado          | 1969 | خوان انطونيو سيرنا             |
| Argentinísima                | 1972 | فرناندو أيالا وهيكتور أوليفيرا |
| El canto cuenta su historyia | 1976 | فرناندو أيالا وهيكتور أوليفيرا |